# Cupa Mondială de Rugby din 1999
Cupa Mondială de Rugby din 1999, a fost prima competiție de nivel global din Era Profesionistă, după ce, în august 1995, Federația Internațională de Rugby a acceptat că jucătorii pot să beneficieze de unele recompense materiale pentru jocul lor. Ediția 1999 a fost găzduită de Țara Galilor, dar o serie de meciuri s-au jucat în Anglia, Franța, Scoția și Irlanda. S-au calificat automat numai 4 națiuni, primele trei pe baza rezultatelor obținute la Cupa Mondială de Rugby din 1995: campioana mondială (Africa de Sud), vice-campioana (Noua Zeelandă) și locul 3 (Franța); cea de-a patra, a fost țara gazdă, Țara Galilor.
Competiția a fost lărgită astfel încât să cuprindă 20 de echipe (față de 16 în ediția precedentă), împărțite în 5 grupe de câte 4 participante, ceea ce a produs unele complicații, astfel încât pentru calificarea în sferturile de finală echipele situate pe locurile secunde în grupe au avut de înfruntat trei dintre cele mai bune echipe aflate pe locurile trei.
Pentru celelalte 16 locuri, s-au întrecut 63 de țări. Cupa Mondială de Rugby din 1999 a utilizat pentru prima oară regula repeșajului, ceea ce a oferit o a doua șansă pentru câteva echipe situate mai slab în turneele de calificare, precum Uruguay sau Tonga. Celelalte calificate au fost Australia, Anglia, Irlanda, Scoția, Țara Galilor, Italia, Argentina, Fiji, România, Canada, Namibia, Japonia, Spania și Statele Unite ale Americii. 
România a nimerit în grupa a 5-a, împreună cu Australia, Irlanda și Statele Unite ale Americii și a terminat pe locul 3, cu o singură victorie, cea împotriva Statelor Unite ale Americii. 
După ce Franța a obținut în semifinale o victorie surprinzătoare împotriva Noii Zeelande, într-unul dintre cele mai frumoase meciuri care s-au jucat vreodată, ea n-a reușit să repete performanța și a pierdut în fața Australiei, care a devenit campioană mondială pentru a doua oară și prima echipă care se poate mândri cu această performanță (cealaltă dublă campioană este Africa de Sud, cu titlurile câștigate în 1995 și în 2007).